# Alan Liebeskind
Alan José Liebeskind Díaz (Ciudad Guayana, Estado Bolívar, Venezuela; 7 de enero de 1985) es un futbolista venezolano que juega como portero y actualmente se encuentra sin equipo.

## Trayectoria
Se inició en el club argentino Independiente de Avellaneda (Argentina) en sus categorías inferiores, desde 8.ª división, categoría 85. Donde en estuvo bajo las órdenes del preparador de arquero Miguel Ángel “Pepe” Santoro y Ricardo “El Bocha” Bochini desde el año 2000 Hasta El Año 2006. Realizó todas las inferiores en este cuadro tan emblemático. En el año 2006 regresa a Venezuela al Caracas FC donde disputó 3 partidos al lado de las figuras del FUTVE como Javier Toyo, logró debutar vs Portuguesa FC (2-0) . Con poca participación llegó a ganar su primera Estrella como jugador profesional siendo suplente. 
En el siguiente año 2007/2008 va de préstamo al Zamora FC donde demuestra su talento y se afianza a la portería del cuadro barinés.
Su brillante actuación en el arco del Zamora le hacen aterrizar a mediados del año 2008 en el arco del Deportivo Italia donde llegó para ser titular indiscutible del equipo. Obtuvo su primer Campeonato del Torneo Apertura 2008 en el fútbol venezolano. Siendo nombrado por primera vez “Arquero del Torneo”. De la FVF
Da un salto al ser cedido al ACD Lara donde Eduardo Saragó lo llevó para ser titular del equipo con José Manuel Rey , Rafael Castellín , David McIntosh , entre otras figuras donde ganó en forma consecutivas el Torneo Apertura 2011(invicto) y el Torneo Clausura 2012 coronándose así campeón absoluto de la Primera División Venezolana 2011/12 con un récord de 83 puntos, ganándose así un cupo para la Copa Sudamericana 2012 y la Copa Libertadores 2013. Dándole así su segundo premio de “Arquero del torneo” que otorga la FVF catapultándolo a la selección nacional donde debutó con la absoluta ese año. 
En el 2015 llega al Deportivo Táchira de la mano de  Daniel Farias logrando obtener por primera vez en la historia de un equipo venezolano, el pase a grupos en la PRE-Libertadores 2015 contra Cerro Porteño . En este torneo logró detener dos penales (tiempo regular 90min) dato inédito para un arquero venezolano en estas instancias. Deportivo Táchira ese año logró obtener el Campeonato Clausura en el tan recordado 93’10” y la 8.ª Estrella de la institución . 

## Clubes
| Club                          | País                 | Año         | PJ  | Goles |
| ----------------------------- | -------------------- | ----------- | --- | ----- |
| Caracas FC                    | Bandera de Venezuela | 2006        | 2   | 0     |
| Zamora FC                     | Bandera de Venezuela | 2007-2008   | 33  | 0     |
| Deportivo Italia              | Venezuela            | 2008 - 2010 | 40  | 0     |
| Deportivo Petare              | Bandera de Venezuela | 2008-2011   | 24  | 0     |
| ACD Lara                      | Bandera de Venezuela | 2011-2014   | 105 | 0     |
| Portuguesa Fútbol Club        | Bandera de Venezuela | 2014        | 15  | 0     |
| Deportivo Táchira Fútbol Club | Bandera de Venezuela | 2015 - 2016 | 48  | 0     |
| La Guaira                     | Venezuela            | 2016 - 2019 | 28  | 0     |
| Deportivo Petare F. C.        | Venezuela            | 2019        | 0   | 0     |
| Mineros de Guayana            | Venezuela            | 2020        | 0   | 0     |